# Brachyxanthia zelotypa
Brachyxanthia zelotypa là một loài bướm đêm trong họ Noctuidae.